# Михаил-Маджарова къща
Михаил-Маджаровата къща е съществувала до 2001 година възрожденска къща в град Копривщица. Издигната е от пловдивски майстори през 1863 г., дата изписана в горната част на отвода. Нейните външни стени са оцветени със счукани и стрити на прах керемиди. По този начин са се оцветявали къщите в приятен керемидено-червен цвят.

## Украса на къщата
Със стенописи са били нагласени отвътре и двата етажа на къщата, по различно време и от различни майстори. Не са запазени сведения за имената им, нито за времената на изписване или за това от къде са дошли.
Най-значителна е украсата на отвода на приземния етаж, изпълнение с висок професионализъм, стил и майсторство, което навежда на мисълта, че стенописването е дело на същия майстор, зографисал и разположената в съседство Ослекова къща.
Стените на отвода са били оцветени в светлокафяви тонове и са били разделени от бели очертани ивици на пана. Вляво и вдясно имало срещуположна двойка пана по цялата височина на стените. Тяхната първа вътрешна двойка пана с линеарна рамка, която е била лека и чупеща се в ъглите, с успореден на нейните очертания цветни венци. Съставена е била от светлорозови пъпки от роза, разтворени шипкови цветчета и сини пъпки, около които се вият кафяви ластари, вързани със сини рисувани панделки. В средата на паната имало пирамидално подредена композиция със съчетание от сини листни извивки на гирлянди от светло розови и светло алени рози и кошници пълни с рози. Втората двойка срещуположни пана са били в дълбочината на отвода между вратите на помещенията. Те външно са очертани с контурна линия, а вътрешно от цветна гирлянда. В средата имало богати листни извивки оцветени със син цвят и преплетени около тях букети от сини звездообразни цветове.
Не е известна причината, но друг майстор е довършил украсата. Друга ръка е довършила изписването на останалите соби и одаи на къщата. В отвода на горния кат има бяло-синя колонада с ред пана над нея. Украсите в синята стая и „стаята с Ерусалима“ обаче нямат художественото майсторство от долния отвод.
Дълги години в къщата живеят и се грижат за нея Анна Каменова, професор Петко Стайнов и Петър Петров, женен за дъщерята на Каменова. По това време вътрешната ѝ уредба е имала старинни щампи, картини и гравюри и портрета на Михаил Маджаров, който е фотографиран в Лондон, като пълномощен Министър. Там е изобразен с къси панталони и шпага и костюм в стил „Рококо“, когато се е представил по протокола на Английския крал.
В подреденият им двор на горния ъгъл на къщата си Петко Стайнов и Анна Каменова са изградили една каменна чешма, която оживява любима сцена от първия роман на писателката „Харитининият грях“. Понякога сядат до тази чешма на малки трикраки столчета. А пред външни лица двамата си говорят аристократично-приятелски на „Вие“ по време на сутрешно кафе или на следобедно сладко от горски малини, поднесено по копришки в малки чинийки и чаша студена вода.
Михаил-Маджаровата къща изгаря при битов инцидент през 2001 година. Мястото и е на улица Геренилото № 6.